# キャットクエスト2
『キャットクエスト2』（キャットクエストツー、原題：Cat Quest II）は、シンガポールのインディーゲームスタジオThe Gentlebrosが開発したアクションRPG。

## 概要
前作『キャットクエスト』から時代が下った世界を舞台に、戦争の危機を迎えているネコの国フェリンガルド（Felingard）とイヌの国ルーパス（Lupus）を巡る冒険が繰り広げられる。ネコが主人公だった前作に対し本作はネコとイヌが主人公で、1人プレイの場合は互いを切り替えながら操作し、2人プレイ時にはそれぞれを操作できる。
前作では、ネコに扮したイヌのキャラクターが「もしもキャットクエストが十分に人気を博せば我々は（次回作に）現れる」というメタフィクション的なメモ書きを残す場面があったが、これをもとにユーザーから続編を望む声が数多く寄せられたことが本作開発のきっかけの一つとなっている。
8月8日が世界猫の日であることに合わせ、2020年8月8日に大型無料アップデート「The Mew World」の配信が開始された。これにより、前作にもあった特殊条件付きでゲームを開始する要素「ニャーゲーム」や新規の装備・技・モンスターなどが追加された。また、この配信に際し、シリーズ累計販売本数が130万本を超えたことも発表された。

## システム
前述のように本作は2人同時プレイに対応している。1人プレイ時には基本的に操作キャラクターの後ろを非操作キャラクターが追うように移動し、戦闘時は非操作キャラクターが独自の判断で行動する。体力とマナ（魔力）は個別に分かれているが、取得経験値は共有している。
マナを消費して使用する呪文は、各地にある石板をチェックすることで以下の12種類を習得する。キャラクターごとに最大4つまでセットできるが、一方がセット済みのものをもう一方が重複でセットすることはできない。
- ニャンフレイム - 周囲に炎ダメージを与えた後一定時間小ダメージを与え続ける。
- フリーズベル - 上下方向に氷ダメージを与え敵の動きを一定時間遅くする。
- ライトニャング - 左右方向に雷ダメージを与える。
- トルニャード - 周囲に一定時間竜巻を発生させ体当たりで物理ダメージを与えられるようになる。
- ゴロニャーク - 味方全員が一時的に巨大化し武器による物理ダメージが上昇する。
- ギャニャクシー - 発動した数秒後に左右方向へ大ダメージを与える。
- グラヴィニャン - ブラックホールを発生させ敵を吸い寄せる。
- キャットラップ - 踏むとダメージを受ける罠を一定時間設置する。
- ニャメシス - 魔法陣を一定時間発生させ、この中に入った敵にダメージを与え続ける。
- ヒーリング - 使用者の周囲に魔法陣を一定時間発生させ、内部にいる味方の体力を継続的に回復させる。
- マナブレス - 魔法陣を一定時間発生させ、内部にいる味方のマナが一定量回復する。
- フューリーシールド - 味方全員に一定時間ダメージ軽減のシールドを張る。

## 主要キャラクター
主人公たち
後述のキリーによりフェリンガルドに召喚されたネコとイヌ。名前は不明。作中では鳴き声を除き言葉を発しない。
伝説の王たちの血を引く「キングスブラッド」で、それぞれの後頭部にはローマ数字の「II」に似た文様が浮かび上がっている。
キリー (Kirry)
ネコの頭部のような姿をした精霊。独裁者の支配下にあるフェリンガルドとルーパスの平定を願って主人公たちを召喚し、冒険に同行する。
キットキャット (Kit Cat)
フェリンガルドの鍛冶職人。お金を支払うことで防具を強化する。
かつて存在した伝説の剣「キングスブレイド」を鍛えた一人で、主人公たちの力を試した後に剣の欠片のありかを示す。
物語の中では、ネコの主人公がキットキャットに好意を示す（ハートマークが表示される）場面が度々見られる。
ホットドッゴ (Hot Doggo)
ルーパスの鍛冶職人。お金を支払うことで武器を強化する。
キングスブレイドを鍛えた一人で、キットキャットからの要請を受け剣の欠片のありかを示す。
ホットドッグが好物で、会話中に様々な物事をホットドッグに例える癖がある。
ライオネル (Lioner)
フェリンガルド王。市民に高い税金を課し、これを元手にルーパスへの侵攻を目論む。
ウォルフェン (Wolfen)
ルーパス王。恐怖心を植え付けることで兵を従わせ、軍備を整える。
アエリウス (Aelius)
「ゼロ次元」と呼ばれる空間で二人の王を操る謎の存在。